# 国家开发银行大厦
国家开发银行大厦原名新建設大廈、建設大廈，是位於中華人民共和國上海市浦東新區陸家嘴金融貿易區浦東南路與浦東大道交叉口的一個多功能建築。該建築類可以提供辦公、會議等功能。該建築主樓高177米，共有42層，地下2層，裙房共有5層。該建築由華東建築設計研究院設計，上海建工集團施工。建築於1993年開工，2000年底（一說1998年）建成。

## 鄰近
- 上海証券大厦
- 浦发大廈
- 上海信息大楼
- 渣打银行大厦
- 中国保險大厦